# Mame Saher Thioune
Mame Saher Thioune, né le 21 décembre 1989 à Saly Portudal (Sénégal), est un footballeur international sénégalais évoluant au poste de défenseur à l'Abha Club (Arabie saoudite).

## Biographie
À l'Ittihad de Tanger, il a évolué dans la même équipe que son petit frère Ousseynou Thioune.

### En club
Il participe à la Coupe de la confédération avec l'équipe de Casa Sport.

### En équipe nationale
Il reçoit sa première sélection en équipe du Sénégal le 10 mai 2010, en amical contre le Mexique (défaite 1-0).

## Palmarès
- Finaliste de la Coupe de l'UFOA en 2010 avec Casa Sport
- Champion du Sénégal en 2012 avec Casa Sport
- Vice-champion du Sénégal en 2008 et 2009 avec Casa Sport
- Vainqueur de la Coupe du Sénégal en 2011 avec Casa Sport
- Finaliste de la Coupe du Sénégal en 2013 et 2015 avec Casa Sport
- Vainqueur de la Coupe de la Ligue sénégalaise en 2010 et 2013 avec Casa Sport
- Championnat du Maroc de football D2 en 2013-2014 avec Chabab Atlas Khénifra